# Lavallière

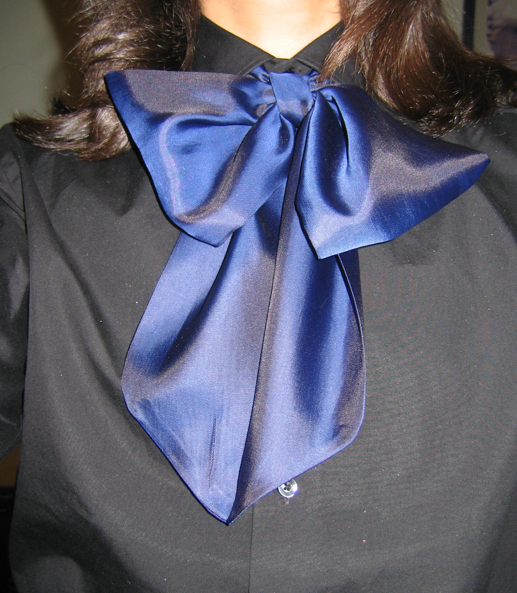
Grande lavallière

A lavallière é uma espécie de gravata que era usada por homens e mulheres.
A lavallière está associada a Louise de La Vallière, a duquesa de La Vallière (e amante de Luís XIV). Muito usada por artistas, estudantes e intelectuais de esquerda nos séculos XIX e XX, este acessório de moda caiu hoje em desuso.